# Aougrout
Aougrout è un comune della provincia di Timimoun capoluogo dell'omonimo distretto nell'Algeria centro meridionale.